# Mikuláš Dzurinda
Mikuláš Dzurinda (Spišský Štvrtok, 4 februari 1955) is een Slowaaks politicus. Tussen 1998 en 2006 was hij de premier van Slowakije.

## Biografie
Dzurinda won met zijn liberale partij SDKÚ de parlementsverkiezingen in 1998, die volgden op de val van de autoritaire premier Vladimír Mečiar. Hij vormde een coalitie met de christendemocraten en de partij van de Hongaarse minderheid. De regering trad aan op 30 oktober 1998 en behaalde in 2002 opnieuw een meerderheid.
Slowakije beleefde onder de kabinetten-Dzurinda een gedaanteverwisseling. Het belastingsysteem, het pensioenstelsel en het ontslagrecht werden in liberale zin hervormd. Er kwamen rechten voor de Hongaarse minderheid, die onder Meciar mikpunt van Slowaaks nationalisme was geweest. De betrekkingen met Europa werden genormaliseerd en Slowakije werd lid van de Europese Unie.
Er vond een razendsnelle industrialisatie plaats. Veel West-Europese fabrieken verplaatsten (delen van) de productie naar het goedkope Slowakije. Maar de nieuwe welvaart was erg ongelijk verdeeld. De inkomensverschillen en de armoede van onder anderen de bejaarden leidden tot een verschuiving bij de verkiezingen van 2006. De drie coalitiepartijen behaalden samen 38% van de stemmen, waarvan 18,4% voor de SDKU van Dzurinda. Op 4 juli 2006 werd Dzurinda als regeringsleider opgevolgd door de links-populist Robert Fico.
Tussen juli 2010 en april 2012 was Dzurinda minister van Buitenlandse Zaken in de regering van premier Iveta Radičová.